# Apocoptoma chabrillacii
Apocoptoma chabrillacii är en skalbaggsart som beskrevs av Thomson 1857. Apocoptoma chabrillacii ingår i släktet Apocoptoma och familjen långhorningar. Inga underarter finns listade i Catalogue of Life.